# 長峰与一
長峰 与一（ながみね よいち、1874年1月8日 - 1931年4月17日）は、日本の政治家。衆議院議員（3期）。

## 経歴
現在の宮崎県宮崎市で生まれた。東京帝国大学法学部政治学科に学び、アメリカに留学する。その後、中国に渡り、天津に在留し、肥料製造及び販売業に従事し、その傍ら倉庫業を経営し、天津商工銀行取締役となる。また、天津居留民団行政委員会議員、同議長、天津日本人商業会議所評議員を歴任する。
1917年（大正6年）第13回衆議院議員総選挙において宮崎県区から立憲政友会公認で立候補して初当選した。以後、1920年（大正9年）第14回衆議院議員総選挙で再選し、1924年（大正13年）第15回衆議院議員総選挙（政友本党）でも三選した。1928年（昭和3年）第16回衆議院議員総選挙には出馬しなかった。1931年死去。

## 親族
- 兄 長峰伊作（実業家）[3]